# Youness Mokhtar
Youness Mokhtar (Utrecht, 29 agosto 1991) è un calciatore olandese naturalizzato marocchino, centrocampista svincolato.

## Palmarès

### Club

#### Competizioni nazionali
- Campionato MLS: 1

Columbus Crew: 2020